# Anne Marie Pircher
Anne Marie Pircher (* 8. August 1964 in Tscherms, Südtirol) ist Schriftstellerin. 

## Leben
Anne Marie Pircher ist in Schenna aufgewachsen. Sie lebt mit ihrer Familie bei Meran.
Seit dem Jahr 2000 veröffentlicht sie literarische Texte in Büchern, Zeitschriften und Anthologien. Im Jahr 2002 war sie Finalistin beim Literaturwettbewerb Floriana in St. Florian bei Linz. Sie ist Mitglied des Südtiroler Künstlerbunds (SKB) sowie der Südtiroler Autorenvereinigung (SAV).

## Werke
Bücher
- Aria. Gedichte. Innsbruck, Edition Laurin 2024, ISBN 978-3-903539-44-0.
- Iris & Pupille. Roman. Innsbruck, Edition Laurin 2022, ISBN 978-3-903539-09-9.
- Über Erde. Gedichte. Innsbruck, Edition Laurin 2016.
- Zu den Linien. Erzählungen. Innsbruck, Edition Laurin 2014.
- Rosenquarz. Erzählungen. Innsbruck-Bozen-Wien, Skarabaeus-Verlag 2007.
- Kopfüber an einem Baum. Erzählungen. Innsbruck-Bozen-Wien, Skarabaeus-Verlag 2003.
- bloßfüßig. Texte mit Illustrationen. Hall in Tirol, Berenkamp-Verlag 2000.

Texte in Zeitschriften und Anthologien
Prosa
- Sonst nichts, Erzählung in „Sturzflüge“ Nr. 45/46/47, April 2000
- Anders, Erzählung in „Sturzflüge“ Nr. 50, April 2001
- Weihnachtsgeschichte für Kinder und Erwachsene in „Kunstwerk Menschlichkeit“, Athesia, 2002
- Aus der Reihe, Erzählung in „Aus der Neuen Welt“, Skarabaeus 2003
- Bambola, Erzählung in „Weihnachtsgeschichten Südtiroler Autoren“, Edition Raetia, 2004
- Heimliche Geliebte, Erzählung in „stadtstiche-dorfskizzen“, Skarabaeus, 2005
- Louis, Erzählung in „Kulturelemente“ Nr. 55, August 2005
- Mann im Bus, Rot-schwarzer Ballon, Erzählungen in „Literatur am Samstag, Dolomiten“, November 2005
- Eigenbau, wein.kaltern, 2006
- Single Bells, Weihnachtsgeschichte für die Zett am Sonntag, Dezember 2006
- Musik, Erzählung in „Literatur am Samstag, Dolomiten“, Mai 2008
- Schwarz und weiß, Monolog (Stille Post-Ad alta voce) bei Editioni Alphabeta Verlag, 2010
- Still leben, Kurzgeschichte in „Literatur am Samstag, Dolomiten“, September 2010
- Zu den Linien, Erzählung in „filadressa“, Oktober 2010

Lyrik
- Podium Literaturzeitschrift, Wien, Nr. 119/120, April 2001
- Frei Haus, Gedichte, FF, 2003
- Salz, Poetik des Orts, Literatur aus Südtirol, Salzburg, Juni 2006

Theaterstück
- Schwarz und weiß, Uraufführung im Theater in der Altstadt in Meran, Februar 2011

## Wettbewerb
Im Jahr 2002 wurde Anne Marie Pircher zu den Literaturtagen über/und Thanatos in St. Florian bei Linz eingeladen, wo ihr vorgetragener Text großes Aufsehen erregte und die Jury stark polarisierte.